# Syphrea nitidiventris
Syphrea nitidiventris är en skalbaggsart som först beskrevs av Henry Clinton Fall 1910.  Syphrea nitidiventris ingår i släktet Syphrea och familjen bladbaggar. Inga underarter finns listade i Catalogue of Life.